# Чувашское Пимурзино
Чувашское Пимурзино — деревня в Буинском районе Татарстана. Входит в состав Кошки-Шемякинского сельского поселения.

## География
Находится в юго-западной части Татарстана на расстоянии приблизительно 16 км на юг по прямой от районного центра города Буинск.

## История
Основана во второй половине XVII веке. В письменных источниках упоминается с 1859 года. В начале XX века действовала церковь.

## Население
Постоянных жителей насчитывалось: в 1859 году — 276, в 1897 — 835, в 1913 — 247, в 1920 — 277, в 1926 — 250, в 1938 — 305, в 1958 — 391, в 1970 — 345, в 1979 — 193, в 1989 — 171. Постоянное население составляло 157 человек (чуваши 100 %) в 2002 году, 141 — в 2010.